# Bohuslav Balbín
Bohuslav Balbín, né le 3 décembre 1621 à Hradec Králové (alors Königgrätz, royaume de Bohême) et décédé le 28 novembre 1688 à Prague était prêtre jésuite bohémien, littérateur, historien, patriote et grand promoteur de la culture et de la langue tchèque.

## Éléments de biographie
Ayant perdu son père dans son enfance il reçoit son éducation aux collèges jésuites de Broumov Prague et Olomouc. À Olomouc, Mikolaj Leczycki (Lancinius) a une grande influence sur sa décision de devenir jésuite. Entré au noviciat des jésuites le 9 septembre 1636 (à Brno) il étudie la philosophie au collège Saint-Clément de Prague.
De 1642 à 1645 il enseigne la grammaire, la syntaxe et la poésie au 'Clementinum'. Il est considéré comme le « redécouvreur » de la légende de Kristián, après l'avoir trouvé en 1645 dans les archives de Třeboň. En 1646, il entame les études de théologie préparatoires au sacerdoce. Elles sont interrompues en 1648 pour participer à la défense de la ville de Prague. La théologie achevée Balbin est ordonné prêtre en 1650 et durant trois ans fait du travail pastoral dans les campagnes (1650-1653). 
Balbin trouve sa vraie vocation lorsqu'il devient professeur de littérature à Glatz, Brno et Neuhaus. Il rassemble une grande quantité de documents sur l'histoire et la culture de la Bohême. 
En 1661 sa carrière d'enseignant se termine de manière abrupte. Il est interdit d'enseignement à la jeunesse. Par ailleurs son patriotisme militant inquiète ses supérieurs religieux. Il est éloigné de Prague pour avoir dénié le droit héréditaire des Hasbourg au trône de Bohême dans son Epitome historica rerum bohemicarum (1677). 
Libéré de l’enseignement son activité littéraire s’amplifie, enrichie de son expérience de professeur. Il écrit la même année son ‘Verisimilia humaniorum disciplinarum’, qui codifie les principes littéraires de l’époque baroque. Cet ouvrage sera souvent réimprimé. 
Après des années consacrées à la recherche et à mieux faire connaître le pays qu’il aime, la Bohême, sous tous ses aspects, Bohuslav Balbin meurt le 28 novembre 1688, à Prague.

## Œuvres principales
Balbin est surtout connu pour ses œuvres historiques.
- Une Vita beatae Joannis Nepomuceni martyris est publiée à Prague en 1670.
- Son ‘Epitome historica rerum bohemicarum’, qui lui valut sa disgrâce était connue comme une histoire à la fois sacrée et profane de la Bohême[1].
- ‘Miscellanea Historica Regni Bohemiae’ représentent une œuvre ambitieuse. Des vingt volumes prévus une dizaine furent publiés. L’ensemble est une somme de tout ce que l’on connaissait sur la Bohême: nature, topographie et géographie, population, religion, paroisses et archidiocèse de Prague, saints et hagiographie, histoire et monarchie, littérature, etc.
- Sa Dissertatio apologetica pro lingua slavonica, praecipue bohemica, publié en  1775 (après sa mort) est remarquable pour sa défense des nations et cultures en opposition au centralisme politique des Habsbourgs. Cet ouvrage joua un rôle important dans l’éveil du sentiment national tchèque.